# Прапор Співдружністі португаломовних країн
Прапор Співджружності португаломовних країн (або прапор CPLP ), також відомий як Прапор португальської мови, представляє міжурядову організацію дружби між португальськомовними націями, де португальська мова є офіційною . У португаломовних країнах проживає понад 270 мільйонів людей по всьому світу. Країни CPLP займають загальну площу близько 10 772 000 квадратних кілометрів (4 159 000 миля2) .

## Історія
CPLP було створено в 1996 році з семи країн: Португалії, Бразилії, колишньої колонії в Південній Америці, і п'яти колишніх колоній в Африці — Анголи, Кабо-Верде, Гвінеї-Бісау, Мозамбіку та Сан-Томе і Прінсіпі . Східний Тимор приєднався до співдружності в 2002 році після відновлення незалежності від Індонезії ; Екваторіальна Гвінея приєдналася в 2014 році. Сенегал і Маврикій є асоційованими членами.

## Символізм
Прапор символізує союз португаломовних країн: синє коло, розділене на вісім рівних хвилястих фігур (кількість членів CPLP), що представляють море (основний зв'язок між Співтовариством), у центрі білого поля, у центрі якого було розміщено маленьке концентричне синє коло, що символізує союз.

## Зовнішні посилання
- CPLP про прапори світу